# Singer Vehicle Design

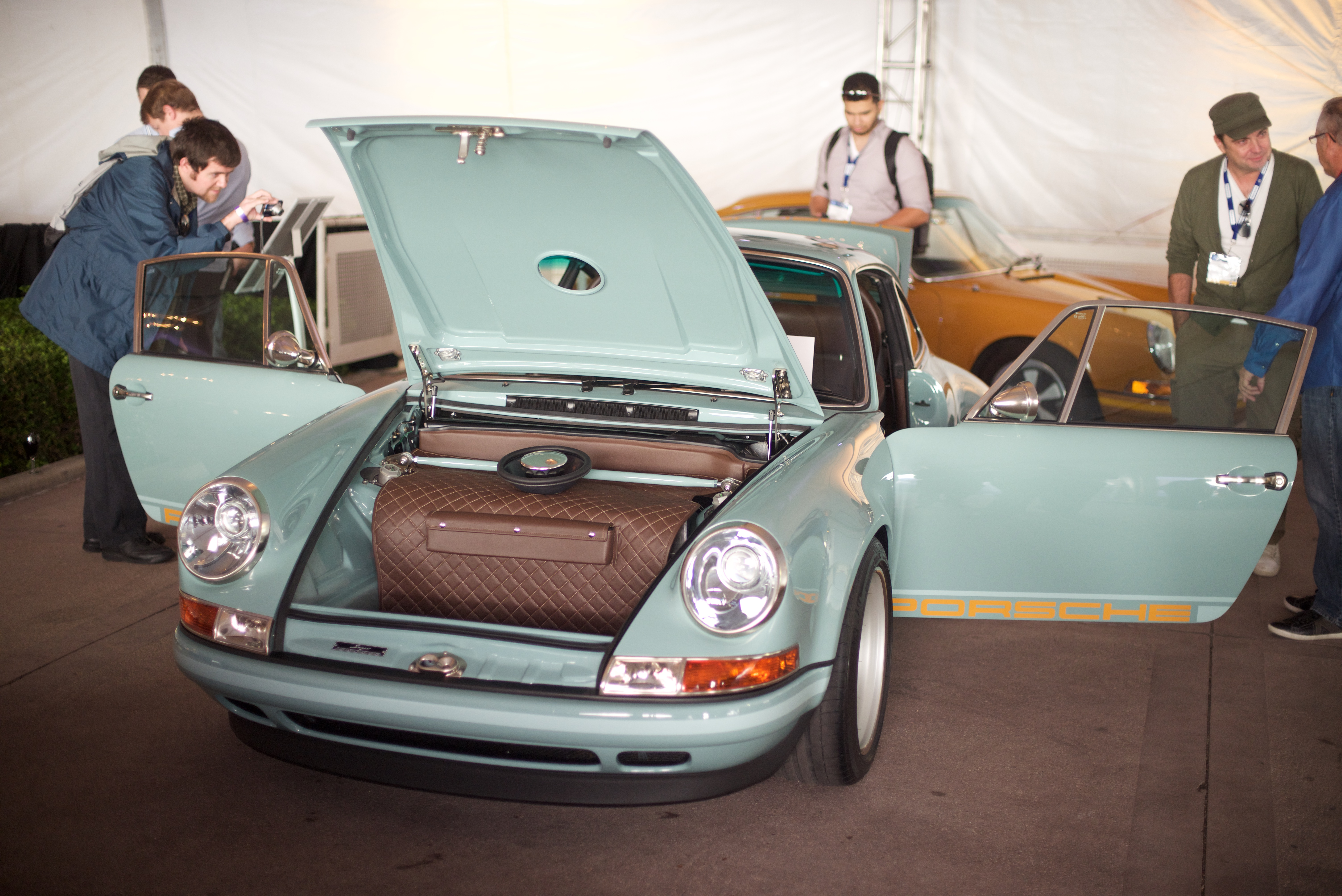
Une Porsche 911 Singer Classic aux côtés de Rob Dickinson (à droite, avec une casquette militaire kaki).

Pour les articles homonymes, voir Singer.
Singer Vehicle Design est une société américaine qui modifie des Porsche 911 avec des éléments modernes en conservant le charme d'antan de ces voitures. Depuis 2009, Singer s'est ainsi bâtie une solide réputation avec des restomods (restauration-modernisation) de Porsche 911 aussi performantes qu'exclusives. Elle a été fondée par Rob Dickinson (en), ancien membre du groupe Catherine Wheel. L'entreprise est basée à Torrance dans le compté de Los Angeles en Californie. Elle y exploite un site de 10 700 m² qui regroupe sous un même toit la fabrication, la peinture, l'assemblage et l'aménagement intérieur. Singer possède également un site distinct à Bicester Heritage au Royaume-Uni, le premier campus d'affaires du pays dédié à l'excellence automobile historique et centre national établi pour l'industrie.

## Histoire
Au début des années 2000, Rob Dickinson cherche à restaurer sa Porsche personnelle, une 911 type 964, la troisième génération née à la fin des années 1980. Il ne vise pas une simple remise en état mais une réinterprétation magnifiant le modèle classique en intégrant des technologies modernes. Bien que musicien professionnel, Rob Dickinson a étudié le design automobile à Coventry et côtoyé Peter Stevens, le concepteur de l'illustre McLaren F1. Sur sa 911, tout est revu de fond en comble à Los Angeles où l'artiste anglais s'est installé. Le châssis est allégé, le moteur retravaillé et la finition réétudiée. Aussitôt reconditionnée, l'étonnante 911 de Rob Dickinson ne tarde pas à faire des envieux. L'idée d'en faire d'autres fait alors son chemin dans son esprit. Singer Vehicle Design voit ainsi le jour en 2008. Bien que les porschistes puristes détestent que l'on modifie les caractéristiques originelles des 911, les Singer rencontrent le succès.
Le nom Singer Vehicle Design rend hommage au célèbre ingénieur Porsche Norbert Singer et fait également référence à l’ancienne carrière de chanteur de Dickinson.
La devise de l'entreprise est everything is important, « tout est important », une référence à leur philosophie de conception dans laquelle aucun aspect de la voiture n'est négligé et même les plus petits détails sont améliorés.

## Voitures produites

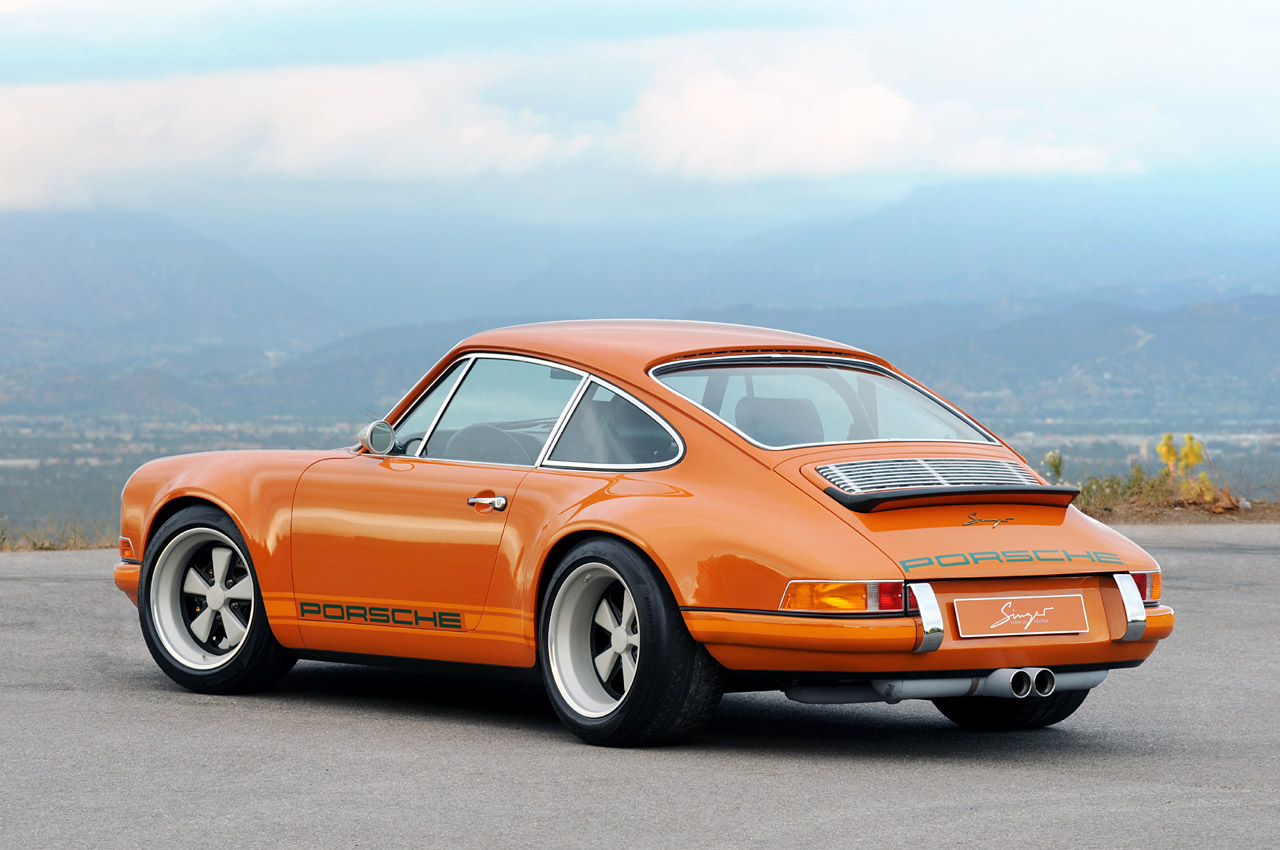
La 911 Singer à la livrée Singer's Racing Orange présentée au Pebble Beach Concours d'Élégance de 2009.

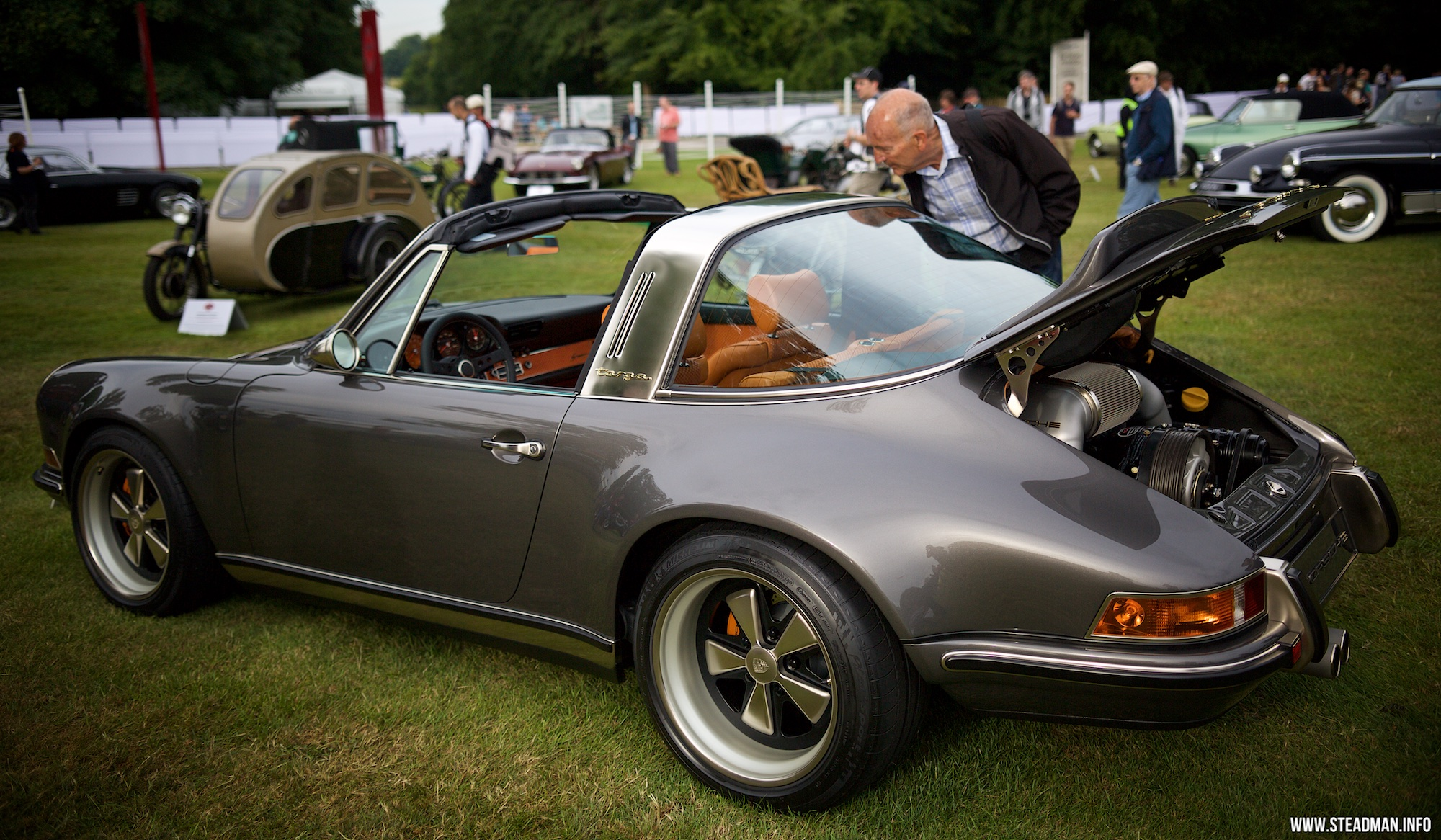
Une Porsche Singer Targa au Festival de Goodwood 2015.

La voiture principalement produite par la société est une 911 «réinventée». Il s’agit d’un coupé 911 fortement modifié ou une Porsche 964 Targa, "964" étant le nom interne de la firme de Zuffenhausen pour les Porsche 911 fabriquées et vendues entre 1989 et 1994. Les Porsche 911 Singer combinent le charme et les saveurs d'une Porsche 911 des années 1960, refroidie par air, avec des performances supérieures à celles des modèles les plus récents. Une grande partie de la carrosserie est remplacée par des panneaux de carrosserie en fibre de carbone et le moteur est retravaillé par des constructeurs de moteurs tels que Cosworth, Ed Pink Racing Engines et Williams afin de délivrer beaucoup plus de puissance. Le long capot de la "Porsche 911 classic" remplace le capot plus court de la Porsche 964. Les bouchons de réservoir et de remplissage d'huile relocalisés sur le milieu du capot sont un clin d'œil aux voitures de course historiques de chez Porsche. Le tachymètre est coloré en orange "Singer" et affiche des valeurs allant jusqu'à 11, une référence au mème "up to 11" (bien que la zone rouge du moteur soit à 7900 tr/min). De nombreux composants réalisés sur mesure sont de qualité "sport automobile".

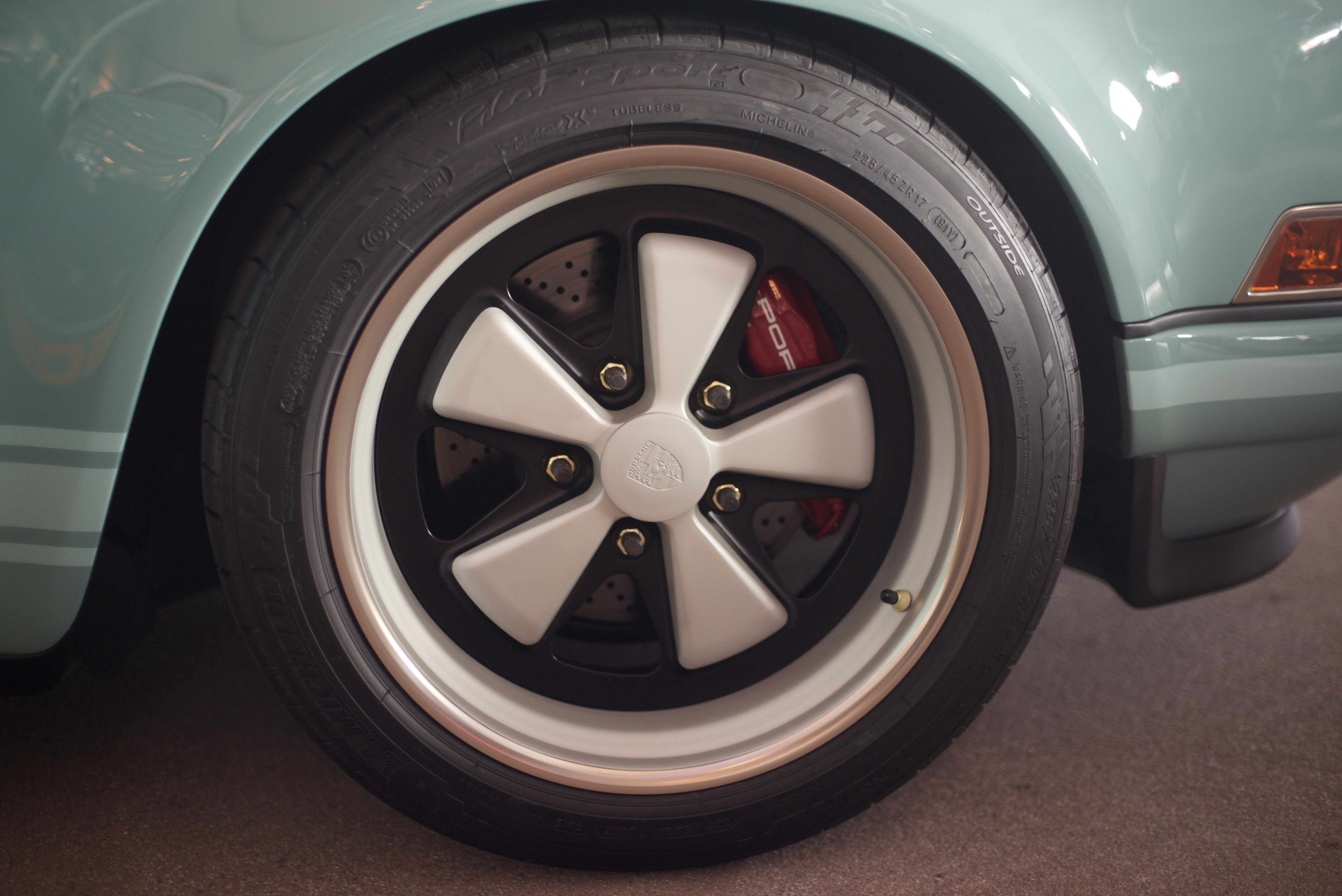
Les 911 Singer Classic sont toutes chaussées de Michelin Pilot Sport sur jantes Fuchs en magnésium.

Dans les années 2010, la production des Singer se succèdent à un rythme soutenu. Pas moins de quatre-vingt 911 baptisées d'un nom de ville, d’une région ou d’un élément de culture, choisi par leur propriétaire (Colorado Springs, Montréal, New York, Le Mans, Montana, Nebraska, Aurora, Wasabi, etc) et « ré-imaginées », terme consacré par Rob Dickinson, roulent sur le bitume américain. Pour démarrer la création d’une 911 Singer, il faut se procurer une Porsche type 964. Ni trop ancienne, ni trop contemporaine, cette 911 produite entre 1989 et 1994 constitue la base idéale pour intégrer des technologies modernes (système de freinage, système de refroidissement, feux, etc.) tout en arborant des éléments (silhouette, chromes, etc.) évoquant le modèle originel. Un aspect délicatement « vintage » auquel les ingénieurs de Singer sont particulièrement attachés. Les chromes, les laques, les teintes et les jantes Fuchs, forgées en magnésium pour l'occasion, donnent aux production californiennes une esthétique proche des Porsche des années 1960. La qualité du travail et la finition soignée font des 911 Singer des bolides construits pour durer. Le raffinement et le souci des détails apportent un charme particulier aux voitures, avec notamment les signatures Porsche dorées, le cuir tressé qui recouvre jusqu'à la planche de bord et les cadrans, typiquement Porsche, recréés à la typo près. Quant aux sièges Recaro, ils arborent des teintes qui s'harmonisent aux moquettes de laine dont l’épaisseur est digne de celle que l’on trouve dans les Rolls-Royce. Par ailleurs, des capitons de cuir surpiqués recouvrent l’intérieur du coffre à l’avant, et même les parois du compartiment moteur. 

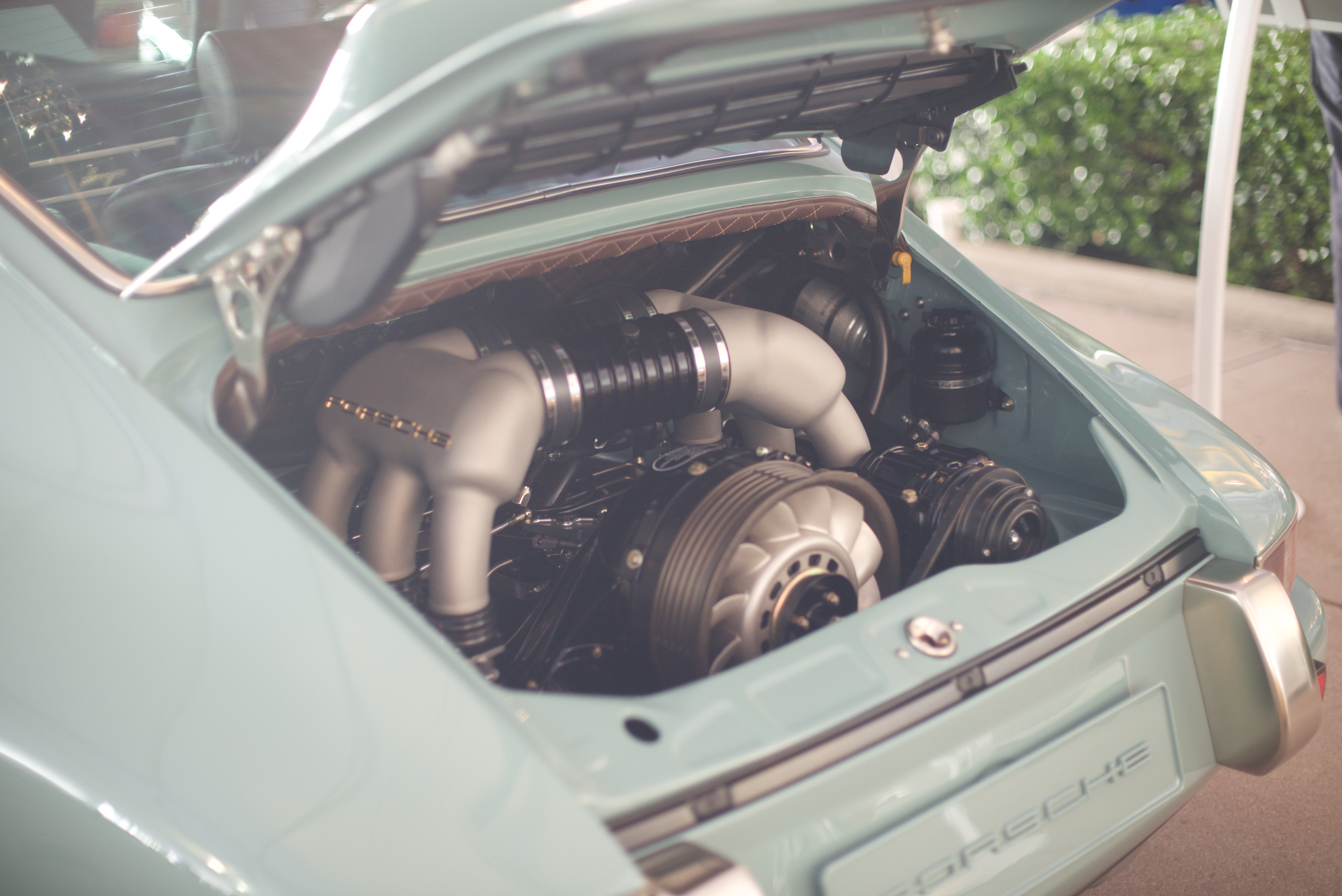
Le moteur flat-six d’une 911 Classic Singer dans son écrin capitonné.

Les moteurs, des six cylindres à plat refroidis par air, développant 300, 360 ou 400 ch au choix, sont remontés neufs par les ingénieurs d'Ed Pink Racing ou de Cosworth, des partenaires spécialistes de la compétition. 
Les Porsche 911 repensées par Singer ont le prix d'une Supercar actuelle, qui se situe entre 350 000 et 500 000 euros selon les attentes des clients, et peut parfois atteindre 1,8 million de dollars. Certains exemplaires se sont même vendus aux enchères à plus d’un million de dollars. Singer Vehicle Design propose à ses clients de dénicher la type 964 nécessaire avant de la leur livrer magnifiée après six mois dans ses ateliers. 

### La DLS, Dynamics & Lightweighting Study

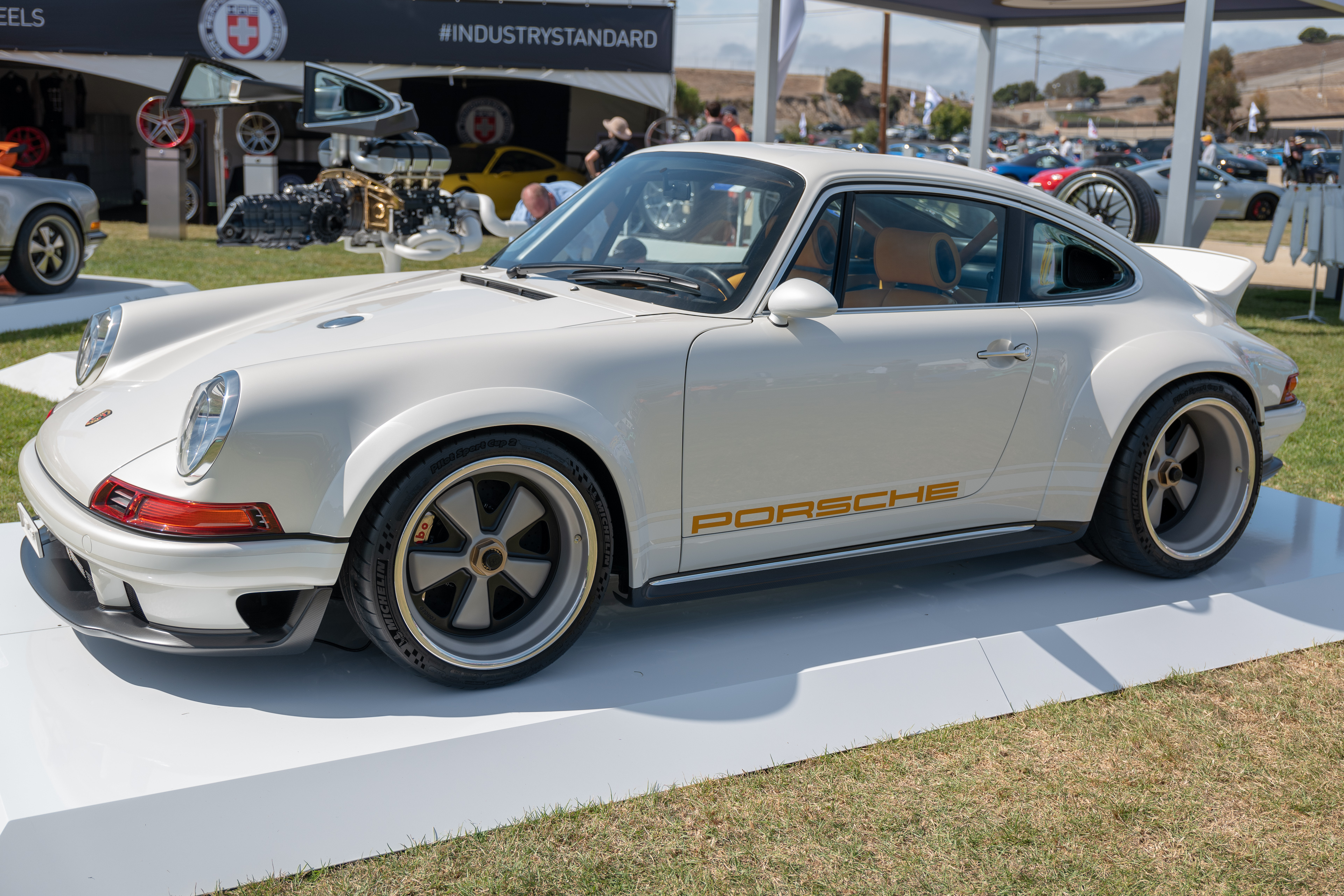
La 911 Singer DLS conçue en partenariat avec Williams.

En 2015, un collectionneur de Porsche, Scott Blattner, demanda à Singer à quoi ressemblerait sa 964 s’ils utilisaient le savoir-faire d’un ingénieur de F1 pour la modifier. Deux ans plus tard, en 2017, Singer s’associe alors à Williams Advanced Engineering du groupe Williams, qui comprend le célèbre constructeur anglais de Formule 1 Williams, pour créer la DLS (Dynamics and Lightweighting Study), une version inédite de 500 ch truffée de titane. La carrosserie est refaite en carbone et ne dénature pas la ligne emblématique des « nine-eleven » comme on les appellent aux États-Unis. L’entreprise de Grove a travaillé sur une évaluation aérodynamique moderne qui a abouti à une ligne plus lisse et étirée jusqu’à l’aileron arrière façon « ducktail » de style 2.7 RS Carrera. Parée d’une livrée verte « Absinthe » et habillée d’un cuir orange « Blood », la 911 Singer DLS est elle aussi basée sur une Porsche 964. Ainsi, sur le plan de l’esthétique, le style néo-rétro habituel des Singer est conservé mais il côtoie désormais une robe aérodynamique plus agressive. Celle-ci n’est d’ailleurs pas qu’esthétique puisqu’elle a été pensée pour augmenter l’appui mais aussi répondre aux plus grandes exigences de refroidissement du moteur. De plus, grâce à l’emploi massif de matériaux ultra-légers comme le magnésium, le titane et la fibre de carbone, les ingénieurs de Singer ont réussi à contenir le poids sous la tonne, à 990 kg selon la firme californienne. 
La suspension a été revue et allégée, elle présente une meilleure géométrie et de meilleurs réglages par rapport à la configuration initiale. Quant au moteur, un 6 cylindres à plat refroidi par air dont les spécifications techniques sont les mêmes que celles du moteur de la 911 GT3 contemporaine, il a donc été développé en collaboration avec Williams Advanced Engineering mais aussi avec Hans Mezger, l’ingénieur motoriste de Porsche, le père du Flat-6. La 911 Singer DLS, sans renoncer au look vintage, dispose d’un moteur qui délivre 500 ch pouvant tourner à plus de 9 000 tr/min. Cette œuvre d’art mécanique[non neutre], basée elle aussi sur le 3,6 litres de la Porsche 964, comme les autres Singer, a été profondément remaniée : nouveau système de lubrification, quatre soupapes par cylindre, bielles en titane, boîte à air en carbone, échappement en titane. Pour la transmission, il n’a pas été choisi d’installer une boîte robotisée, ni même une boîte automatique à convertisseur. C’est une boîte manuelle six rapports Hewland, essentiellement fabriquée, elle aussi, à partir de magnésium, qui transmet les 500 ch du flat-6 aux roues arrière.
Pour faire rouler et s’arrêter la DLS, Singer a fait appel aux meilleurs en s’associant avec Brembo pour les freins, des étriers monoblocs et des disques composites, avec BBS Motorsport pour les jantes Fuchs en magnésium forgé de 18 pouces et avec Michelin pour les pneus Pilot Sport Cup 2 fabriqués sur-mesure.
Pour ne rien laisser au hasard, l’entreprise californienne a également consulté des grands noms du monde automobile en matière de mise au point pour assurer un comportement équilibré et une conduite proche de celle d'une vraie voiture de sport. Singer a notamment fait appel au pilote Marino Franchitti et à Chris Harris, le journaliste de Top Gear, afin de perfectionner les sensations de conduite. 
Une série limitée à 75 exemplaires de la Porsche 911 Singer DLS est assemblée sur le nouveau site de Singer basé sur le campus Williams, à Grove dans l’Oxfordshire. Singer touche une commission sur chacune de ces 911 réinterprétées. Pour ce qui est du prix, Singer affirme que le coût des « restaurations-recréations » dépend des souhaits du client et des détails qu’il souhaite installer dans sa voiture. C’est une manière de dire que la DLS est très chère. Sachant que les autres modèles de 911 Singer dépassent souvent les 500 000 dollars, il est fort probable que le prix de la DLS dépasse la barre du million de dollars.
Cette réussite vaut à Singer d'être observé avec bienveillance par Porsche en Allemagne, vraisemblablement rassurée de constater que l’Anglais de Californie n'a pas versé dans le « tuning » mais a, au contraire, contribué à la préservation du patrimoine. 
Enfin, Singer a également conçu et commercialisé des montres-bracelets. Singer Reimagined est née de la rencontre entre Rob Dickinson et Marco Borraccino, un designer horloger de Genève.

### Premier modèle destiné au tout-terrain
En janvier 2021, Singer présente pour la première fois de son histoire, un modèle destiné à la compétition tout-terrain. Comme à son habitude, c’est à la demande d'un client pour une déclinaison "baroudeuse" du bolide allemand que Singer a construit deux Porsche 911 ACS, pour All-terrain Competition Study. Ces deux modèles exclusifs sont un hommage aux Porsche de rallye. Le préparateur californien s’est en effet inspiré des 911 SC Safari de la fin des années 1970, que Porsche avait notamment engagées au Safari Rallye en 1978, un modèle auquel la firme allemande avait d’ailleurs également rendu hommage en 2012 avec le concept 911 Vision Safari. La 911 type 953 pilotée par Jacky Ickx sur le Paris-Dakar en 1984 et les 959 engagées sur le célèbre rallye-raid en 1985 et 1986 ont aussi été les inspiratrices de l’ACS. Singer n’est cependant pas le premier préparateur à proposer une version tout-terrain de la légendaire voiture de sport. Il y a déjà eu Ruf avec son prototype Rodéo et Gemballa avec son modèle Avalanche.
Comme pour toutes les productions de Singer, la voiture de base est une 911 type 964. Cet exemplaire de 1990 a été doté d'un moteur flat six de 3,6 litres biturbo refroidi par air et doté de six papillons d'admission individuels. Il développe 450 ch et sa puissance peut être augmentée en fonction des besoins. Il délivre sa puissance à une transmission intégrale permanente de série via une boîte de vitesses séquentielle à cinq rapports et trois différentiels à glissement limité à l’avant, au centre et à l’arrière. Le pilote peut changer les rapports de boîte en actionnant un levier ou des palettes situées derrière le volant dont l’aspect est proche de celui de la Singer DLS. Juste à côté, un immense levier en fibre de carbone sert pour le frein à main hydraulique. Dans l’habitacle, Singer a installé deux sièges baquets et un arceau de sécurité, tous trois conformes aux spécifications FIA, ainsi que des poignées en tissu pour ouvrir les portes. Alors que la planche de bord apparait dépouillée, deux grands écrans tactiles font face au pilote et au copilote pour lesquels un système d’hydratation intégré à même été prévu. 
La Singer ACS a été conçue en collaboration avec Richard Tuthill, un spécialiste britannique de la préparation de Porsche 911 pour le rallye. La hauteur de caisse a été largement rehaussée grâce à des suspensions spécifique pour les terrains difficiles. Les amortisseurs à débattement long sont doublés et réglables sur chacune des roues constituées de jantes pleines de 16 pouces en aluminium forgé chaussées de pneus BF Goodrich K02 (le même genre que sur les Ford F-150 Raptor et Jeep Wrangler Rubicon) épais et crantés sur la version piste et plus lisses sur la version "route". Les freins demeurent fidèles à l’acier et sont pincés par des étriers à quatre pistons. La structure de l’ACS a été renforcée et les panneaux de carrosserie sont en fibre de carbone pour plus de légèreté et compenser la prise de poids supplémentaire. Certaines pièces sont d'un seul tenant tel que le capot et les ailes qui ne font qu'un, à l'avant comme à l'arrière, pour faciliter les réparations. Ainsi, l’apparence extérieure de la 964 a bien évolué mais la silhouette typé 911 est reconnaissable, avec toutefois certains ajouts modernes comme les phares à LED et une double sortie d'échappement au centre du bouclier arrière. Les pare-chocs ont aussi été modifiés avec notamment la greffe de protections contre la boue à l'avant. Pour envisager les longues spéciales de rallye-raids avec sérénité, un réservoir à carburant majoré a été alloué à ces deux Singer ACS, ainsi que deux roues de secours. De plus, pour légitimer leurs prétentions de baroudeuses, toutes deux ont été parées de protections de soubassement amovibles en aluminium, d’une d’épaisseur de 5 millimètres. Visuellement, l’ACS est particulièrement réussie. C’est en quelques sorte le mariage réussi entre une Porsche 911 et un buggy. 
Deux exemplaires de la voiture ont été réalisés. Singer a construit une ACS blanche pensée pour les rallyes dans le désert, dont la décoration est inspirée des livrées Rothmans du Dakar. L’ACS rouge quant à elle, est dédiée à l’asphalte. Le client a par ailleurs donné son accord pour que les travaux rėalisés puissent trouver des applications dans de futurs projets de Singer pour d’autres clients. L’entreprise américaine pourrait ainsi proposer à l’avenir d'autres 911 tout-terrain. 
Le prix de ces Singer ACS n'a pas été révélé, mais dépasse sans aucun doute le million d'euros.

### Partenariat moteur entre Porsche et Singer
Le travail de Singer Vehicle Design autour des Porsche 911 a fini par être reconnu par le constructeur de Stuttgart-Zuffenhausen. Début 2022, Porsche prévoit en effet de fournir les moteurs des « restomods » conçus par Singer, en conservant les spécifications du préparateur. Jusque là, Singer avait recours à une entreprise extérieure pour préparer les motorisations installées sous le capot de ses créations, des flat-six 3.8 litres développant 300 ou 350 ch, ainsi qu'un bloc 4.0 litres de 390 ch. Grâce à ce nouveau partenariat, Singer est désormais en lien direct avec Porsche qui lui fournit des moteurs assemblés dans les ateliers de Porsche Motorsport North America basés à Los Angeles.

### Singer présente sa Porsche 930 Turbo réinventée
À l'occasion du Goodwood Festival of Speed 2022, Singer dévoile une préparation de la Porsche 930 Turbo réalisée sur la base d’une 964 tout comme la 911 Classic. Il s’agit là d’un nouveau défi pour le préparateur anglo-américain, car il est temps pour lui de s'essayer à la turbocompression, synonyme de Porsche à bien des égards. Faire une voiture raffinée et luxueuse tout en étant rapide est un autre chalenge pour eux, après la Porsche 911 Classic et la Porsche 911 DLS. Et pour cela, Singer a mis le paquet sur ce modèle, que le dirigeant Rob Dickinson qualifie de « monstre absolu avec des niveaux de couple "choquants" », avant d'ajouter « nous allons devoir le baisser un peu ». Cette Porsche Singer 930 Turbo est dotée d’un moteur 6 cylindres bi-turbo à plat de 3,8 L refroidi par air, de 450 ch, qui peut être adapté aux spécifications désirées par chaque propriétaire. Singer a également revu les freins et amélioré l'adhérence. 
Côté design, cette Singer 930 Turbo dispose d’une carrosserie légère en fibre de carbone de couleur « Wolf Blue ». Lors de la présentation, plus de 70 propriétaires ont déjà réservé des restaurations sur-mesure.

### Singer arrête les commandes de sa Porsche 911 Classic

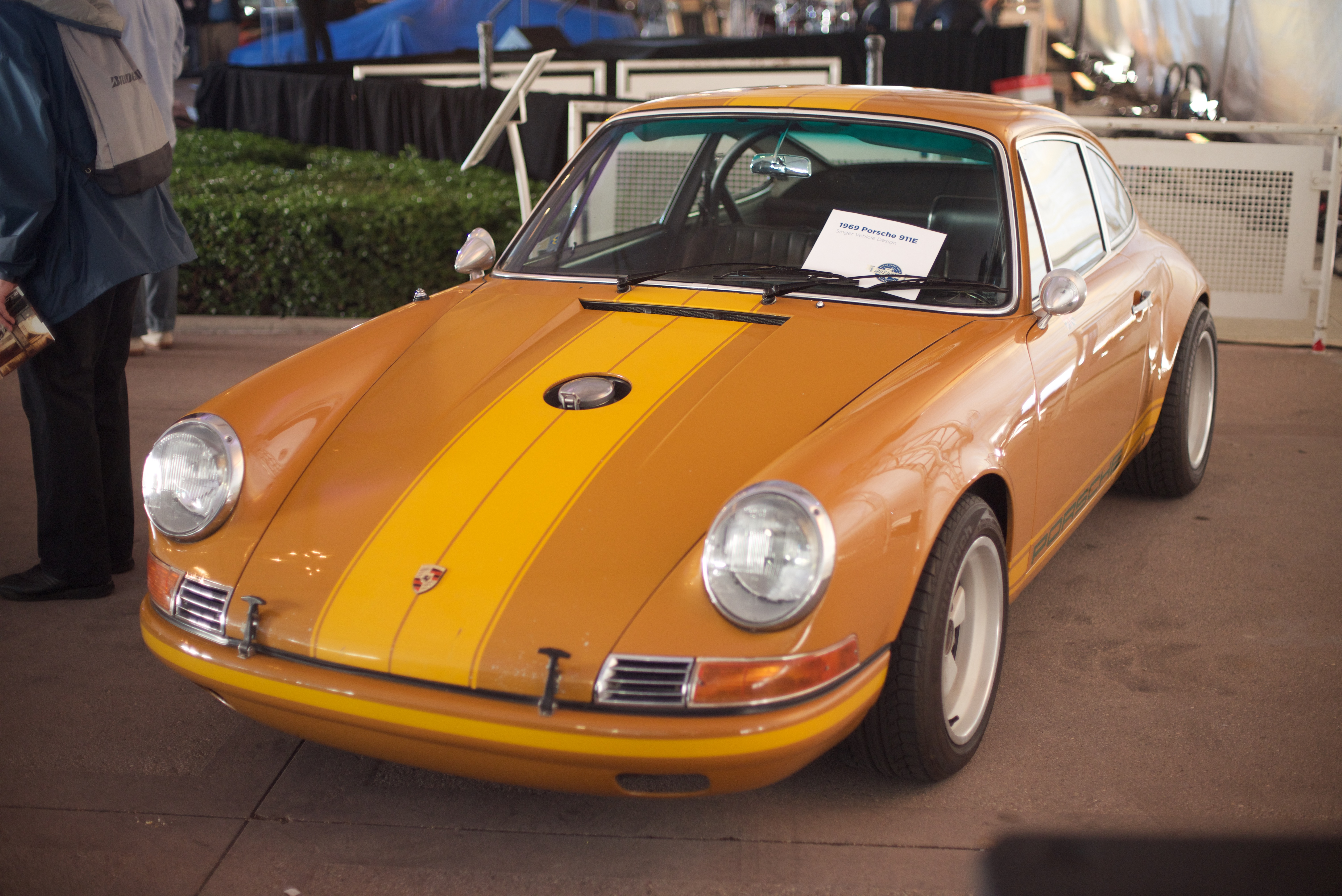
Une 911 E de 1969 réinventée par Singer. Plus de 4 000 heures étaient consacrées à la construction d'une 911 Classic. Le châssis et le moteur d'origine étaient conservés mais tous les panneaux extérieurs de carrosserie en acier (à l'exception des portières) étaient remplacés par de la fibre de carbone.

À l'été 2022, Singer arrête de prendre des commandes de Porsche 964/911 « Classic ». L'entreprise californienne a plafonné sa production de ces 911 « réinventées » à 450 unités pour se concentrer sur la Porsche 930 Turbo, présentée à Goodwood au mois de juin de la même année.
Pendant 12 ans, Singer s’est fait un nom sur la scène internationale grâce à ses transformations de Porsche en 911 Classic réimaginées et modernisées, toujours dans le respect du design d’origine. Dans une interview accordée à Top Gear, le patron Rob Dickinson confirme qu'il arrête la gamme 911 Classic réinventée, le cœur de l'entreprise depuis sa création. Ce choix est guidé par la volonté de Singer de se concentrer sur la Porsche 930 Turbo, mais aussi de limiter les commandes de 911 Classic afin permet de maintenir la valeur de ces Porsche 964 préparées pour ses clients.

« C’est un équilibre. Je ne sais pas si 450 est le bon chiffre. Il n'y a pas vraiment de plan directeur. Il n'y avait pas de plan directeur il y a 12 ans lorsque nous avons commencé, nous l'inventons au fur et à mesure. »

— Rob Dickinson.

### Premier cabriolet
En août 2022, Singer Vehicle Design présente son premier cabriolet basé sur une Porsche 911 Turbo de troisième génération (993). Comme les modèles Singer précédents, cette Porsche Singer Turbo Study Cabriolet évoque le passé, en l'occurrence les 911 des années 1990. Elle est conçue avec une série de touches modernes supplémentaires. La carrosserie est fabriquée exclusivement en fibre de carbone, pour la légèreté, et peinte en rouge Cadiz. L’habitacle arbore du bois de Forêt-Noire teinté en rouge sur le tableau de bord, la console centrale et les portières. Les sièges sport à réglage électrique sont en cuir noir et incorporent des centres en tartan noir quadrillé de rouge. Singer a ajouté quelques commodités modernes tels que la climatisation et la recharge par induction pour téléphone mobile. 
La voiture est destinée au Grand tourisme, avec une suspension axée sur le confort. Son groupe motopropulseur développe une puissance de 510 chevaux. À la fois classique et moderne, le moteur est un six cylindres à plat biturbo de 3,8 litres refroidi par air. Le couple est renvoyé aux roues arrière par une transmission manuelle tandis que les freins sont en carbone céramique.

### DLS Turbo
En juin 2023, Singer présente la DLS Turbo, la variante turbocompressée de la DLS (Dynamics & Lightweighting Study–Turbo). Elle présente un style de carrosserie plus agressif et inspiré de la course, en hommage à la Porsche Type 934/5. La DLS Turbo est dotée d'un six cylindres à plat de 3,8 L à 4 soupapes par cylindre avec deux turbocompresseurs, des wastegates électriques, un refroidissement intermédiaire air-eau et un ventilateur électrique monté horizontalement. Ce moteur produit plus de 700 CV à plus de 9 000 tr/min.

### Versions modernes de la Porsche 911 (930) Turbo Targa, Cabriolet et Slantnose
Lors de l'édition 2024 du Monterey Car Week en Californie, Singer présente ses nouvelles créations, des versions modernes de la Porsche 911 (930) Turbo Targa, Cabriolet et Slantnose. Comme toujours, le préparateur californien part d'une base de Porsche 911 Type 964 fournie par le propriétaire. Les services de Singer reflètent la personnalisation demandée par chaque propriétaire. Les versions Targa et Cabriolet sont ainsi proposées sans limitation, mais seules 25 allocations pour des restaurations de modèles Slantnose sont disponibles, et toutes sont déjà réservées au moment de la présentation officielle.
Les voitures restaurées sont propulsées par une évolution de leurs moteurs « Mezger » six cylindres à plat d'origine. Les doubles turbocompresseurs à géométrie variable et refroidissement intermédiaire air-eau, permettent de passer la puissance à 510 ch. Celle-ci est transmise aux roues arrière via une transmission manuelle à six vitesses, avec l'aide du contrôle de traction et du contrôle électronique de stabilité développés en collaboration avec Bosch. Les voitures sont chaussées de pneumatiques Michelin Pilot Sport 4S.
Singer précise que chaque propriétaire a la possibilité d'adapter le caractère de sa voiture à une conduite sportive ou de grand tourisme.

## Sponsoring

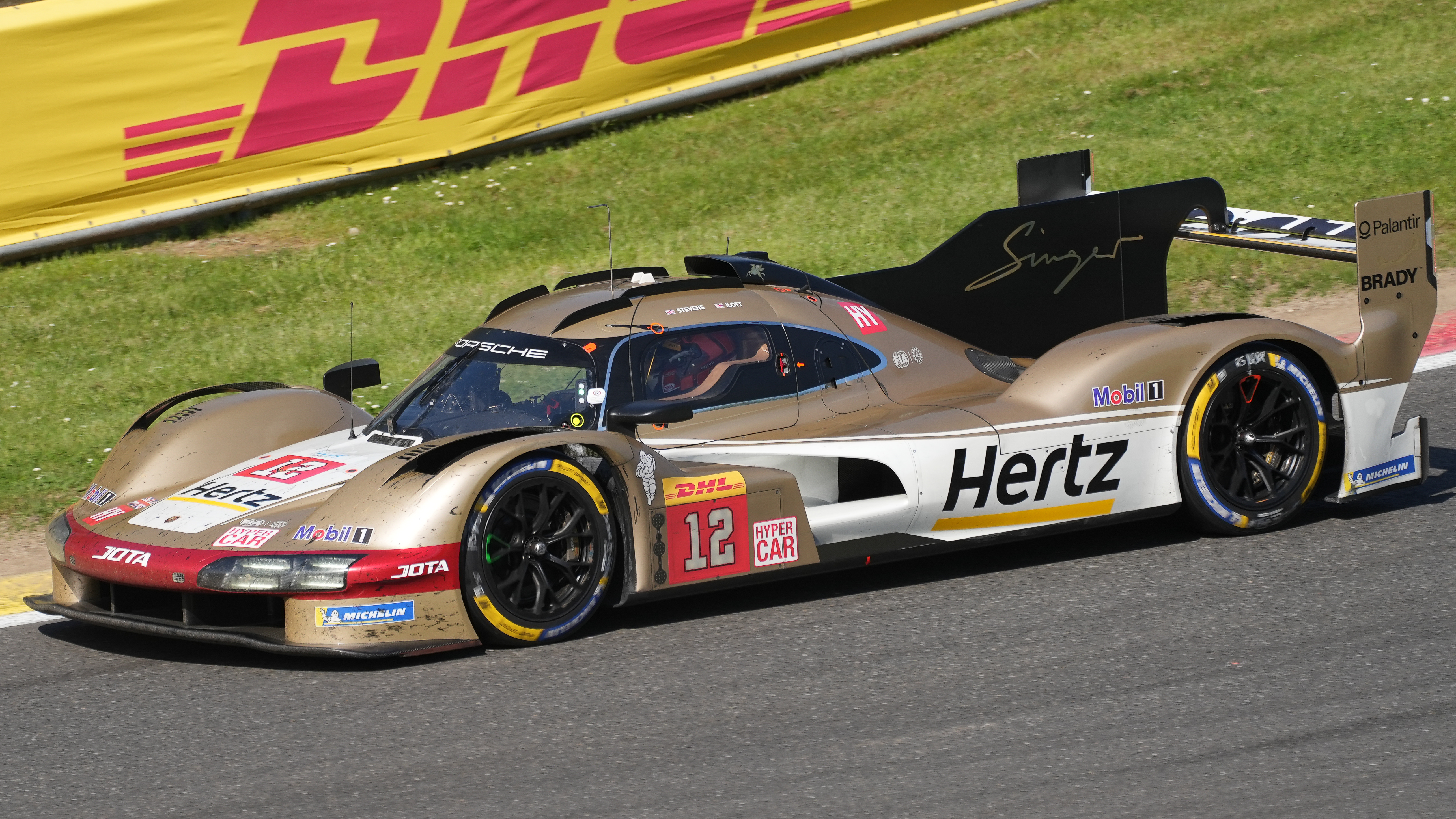

Lors des saisons 2023 du 2024 en Championnat du monde d'endurance FIA, Singer est l'un des sponsors de l'écurie britannique Hertz-Jota qui engage deux Porsche 963 pour les équipages Will Stevens/Norman Nato/Callum Ilott et Jenson Button/Phil Hanson/Oliver Rasmussen. Le logo-signature de Singer est présent en lettres d'or sur l'aileron dorsal noir des deux voitures.

## Montres Singer Reimagined
Singer est aussi réputé pour ses montres exclusives qui ont gagné le prix de l'horlogerie de Genève en 2018. Singer Reimagined a développé le premier chronographe central au monde. Ses montres sont toutes assemblées a la main dans leur manufacture située dans le centre de Genève en Suisse.

## Controverse
Le backdating n'est guère apprécié par les puristes passionnés de Porsche. Il est considéré que cette pratique détruit les 964 et est dangereuse pour le patrimoine, l'histoire et l'intégrité de cette marque et de ce modèle iconiques. La 964 est le parfait mélange entre le classicisme et la modernité. Le châssis et la suspension ont beaucoup évolué et le 3.6L à double allumage est reconnu comme étant l'un des meilleurs blocs Mezger, ayant prouvé ses qualités à de maintes reprises en endurance. La Porsche 964 est une génération de 911 dont les modèles sont tous entièrement montés à la main. Le niveau de fabrication est extraordinaire, qualité démontrée dans une vidéo publiée par le Porsche Club of America qui souligne à quel point la 964 fut la Porsche 911 la plus chère jamais produite.  Beaucoup de passionnés voient d'un mauvais œil ces autos modifiées qui n'ont jamais existé et dont le design est une simple copie des Porsche des années 60 et 70, sans aucune légitimité derrière.
À la suite d'une demande croissante des puristes, de nombreux garages à travers le monde, tels que Manufaktur964 en Allemagne ou Workshop 5001 aux États-Unis, se sont spécialisés dans le sauvetage de Porsche ayant subi du backdating afin de les restaurer dans leur état d'origine en respectant le processus de fabrication des usines Porsche de la fin des années 80 et du début des années 90.

## Galerie

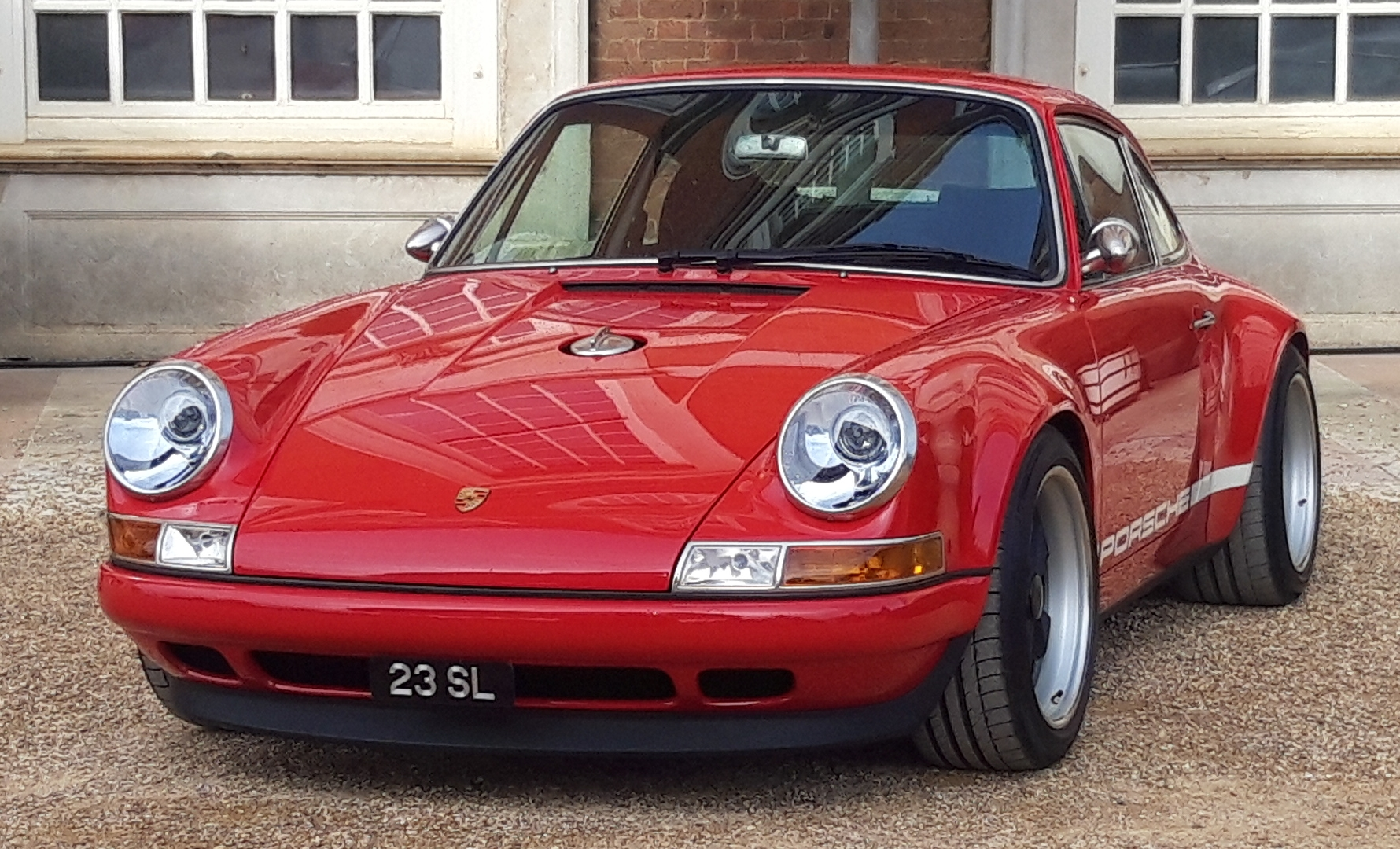
Une Porsche 911 (964) Singer au Concours de Hampton Court de 2020.
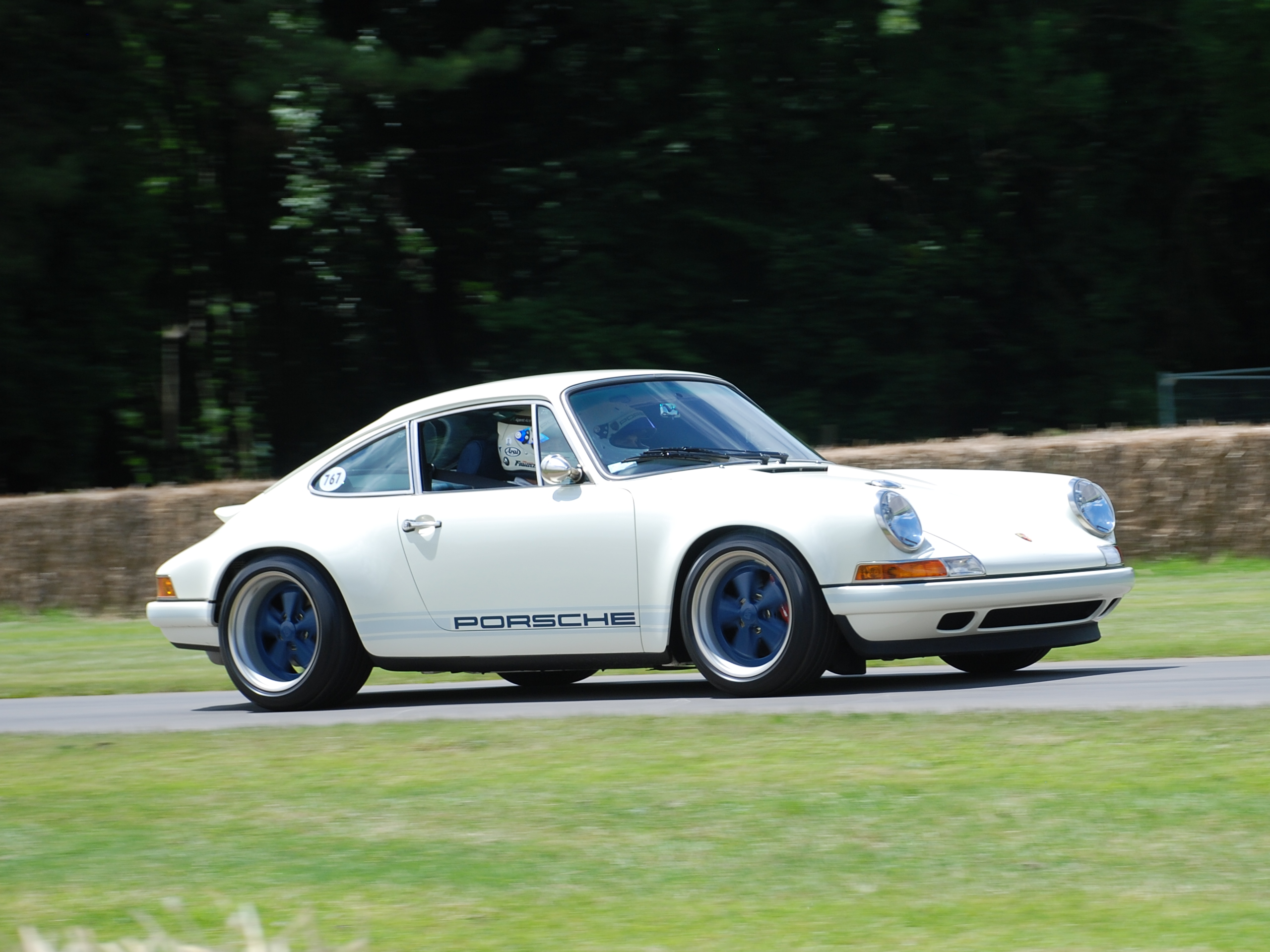
Une 911 Singer au Goodwood Festival of Speed de 2016 à Goodwood House en Angleterre le vendredi 24 juin 2016.
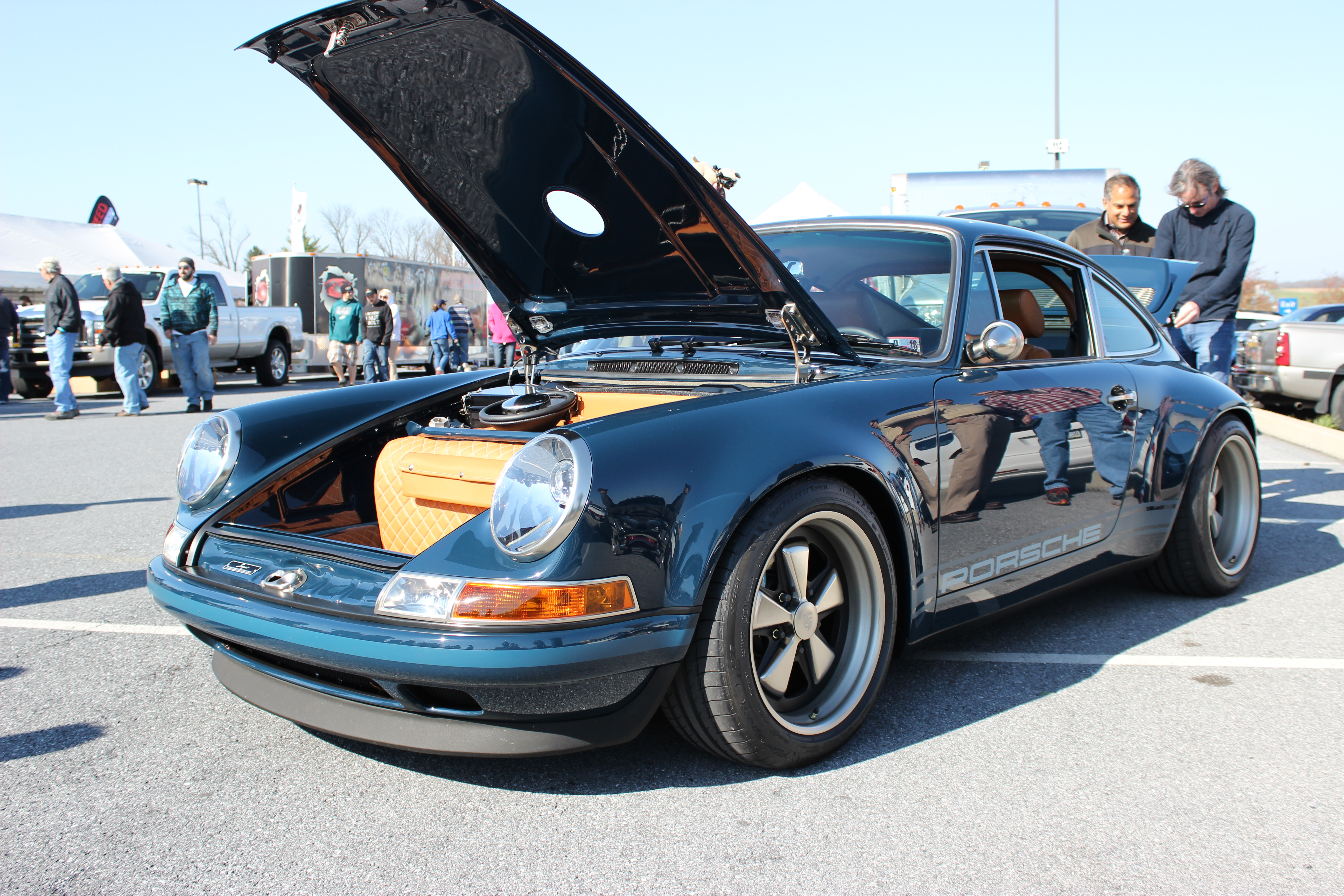
Une Porsche 911 Singer, avant…
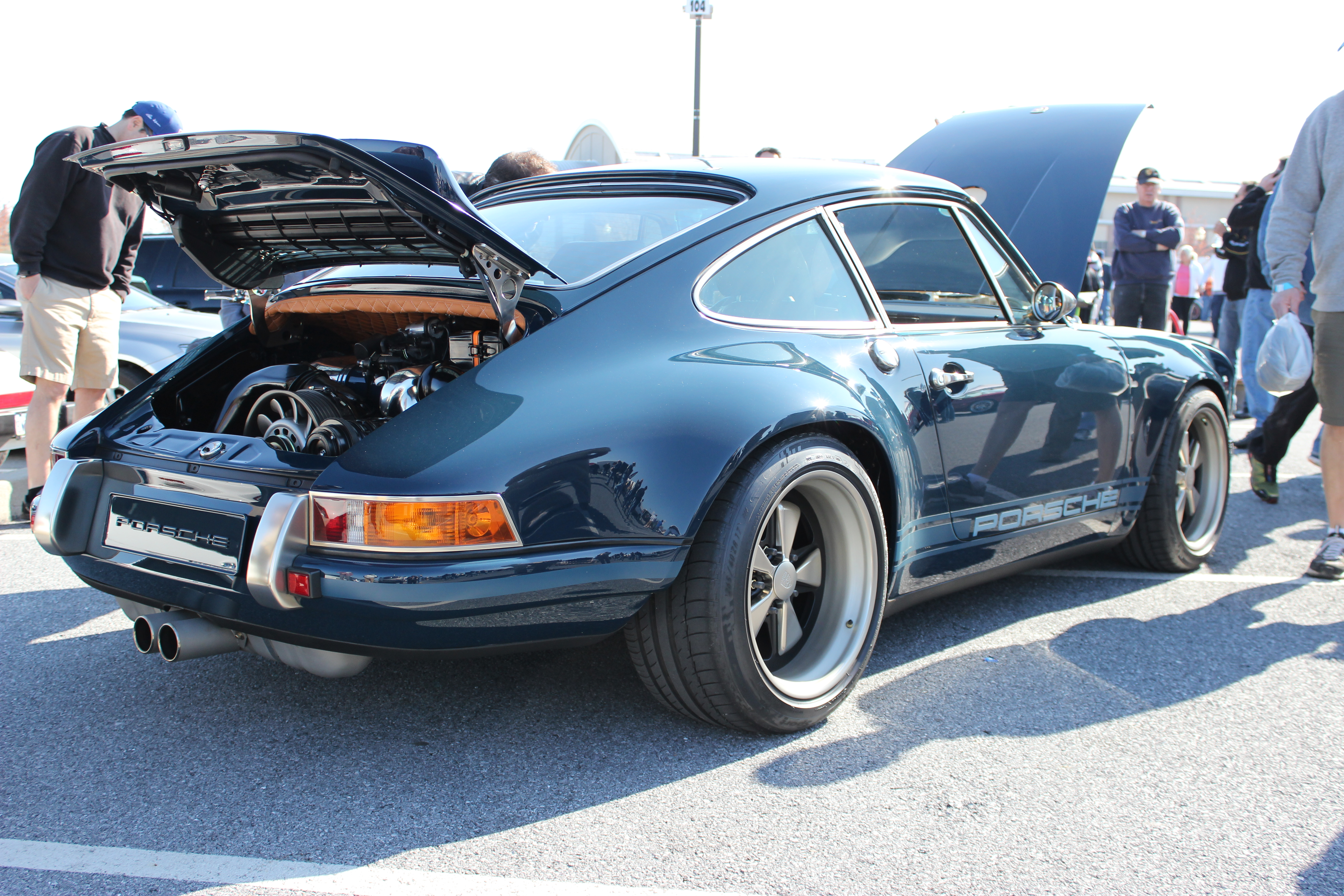
… et arrière.
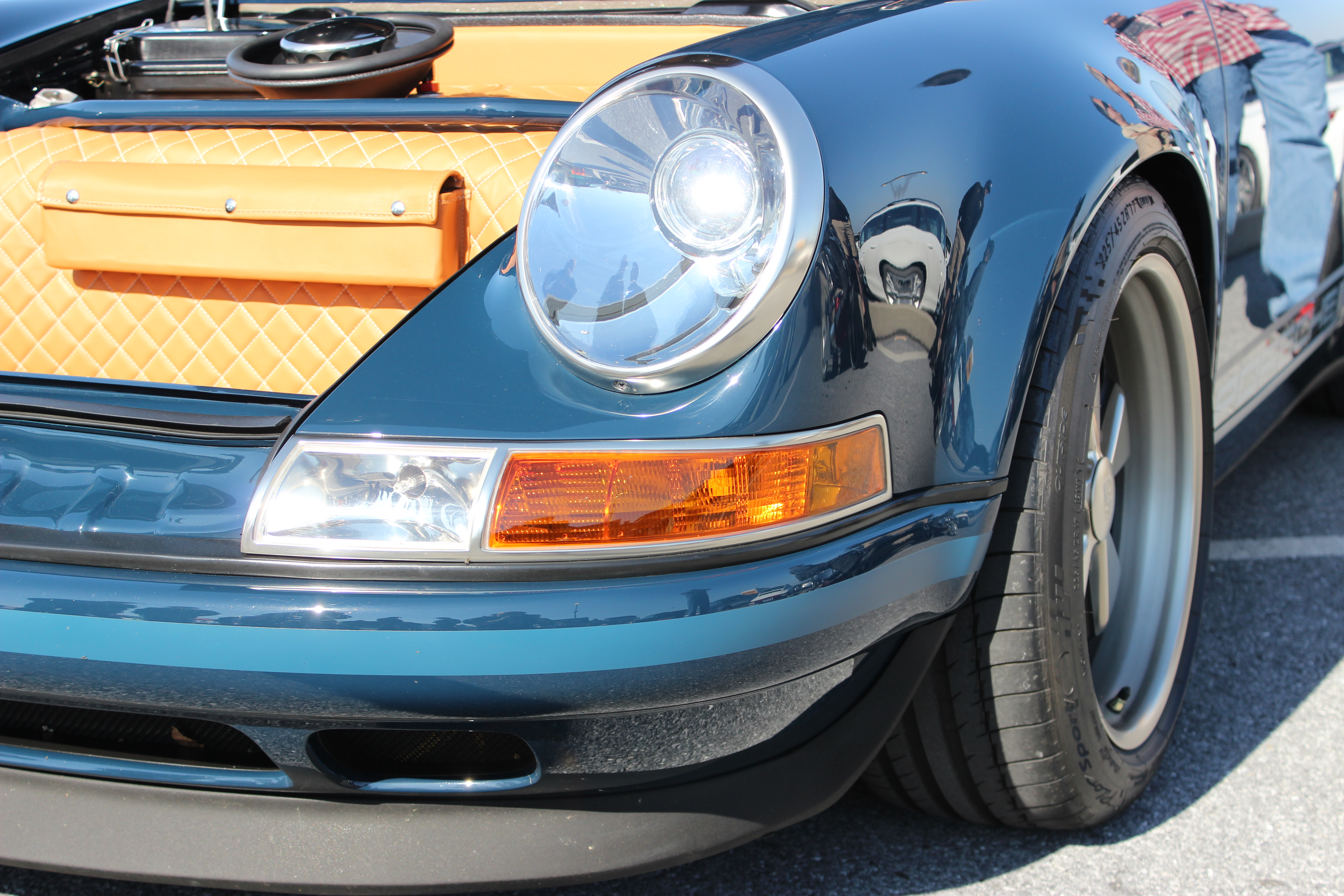
Les phares à LED avec vitre lisse installés sur toutes les Porsche 911 Singer.
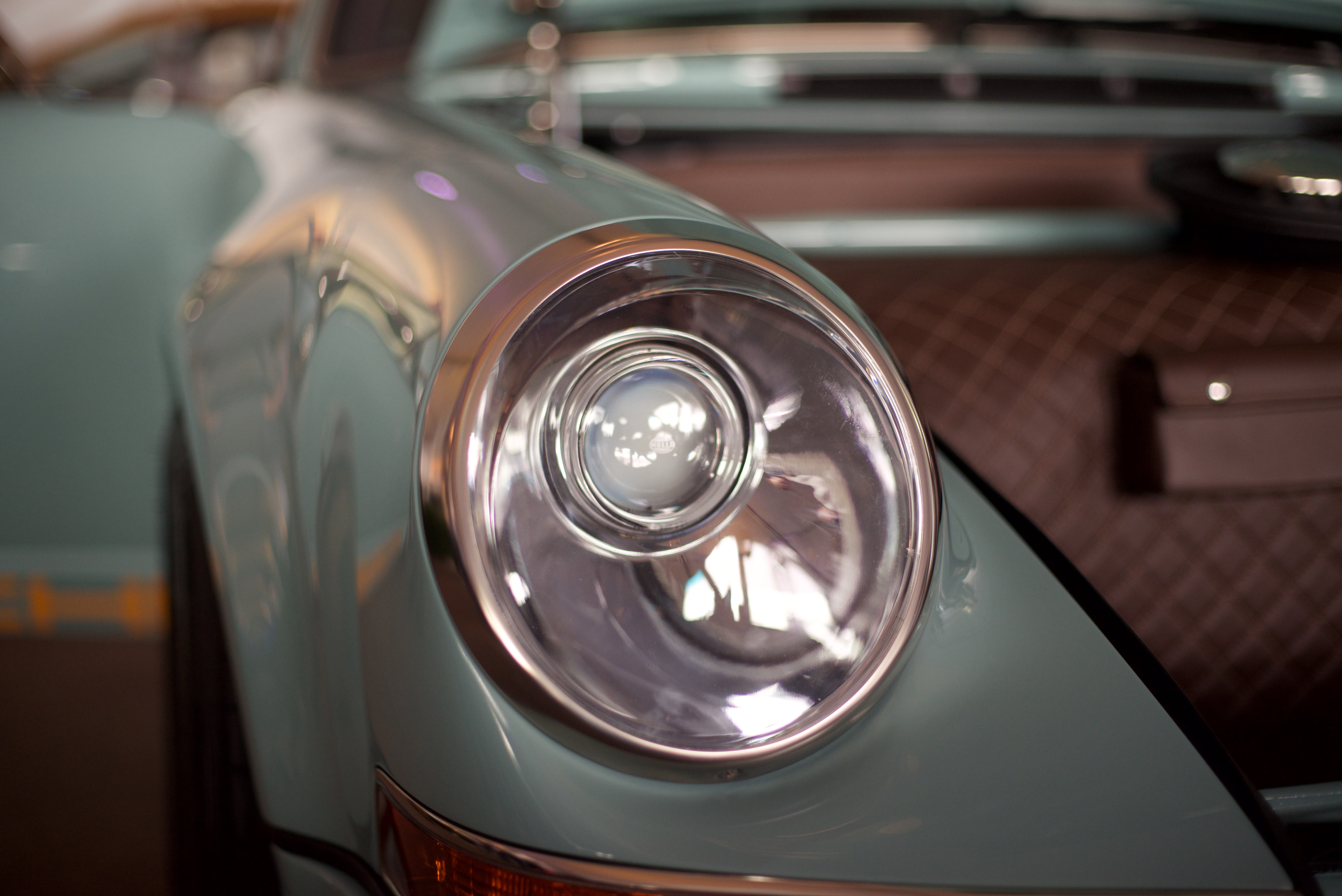
Un phare à LED de marque Hella d’une Porsche 911 Singer.
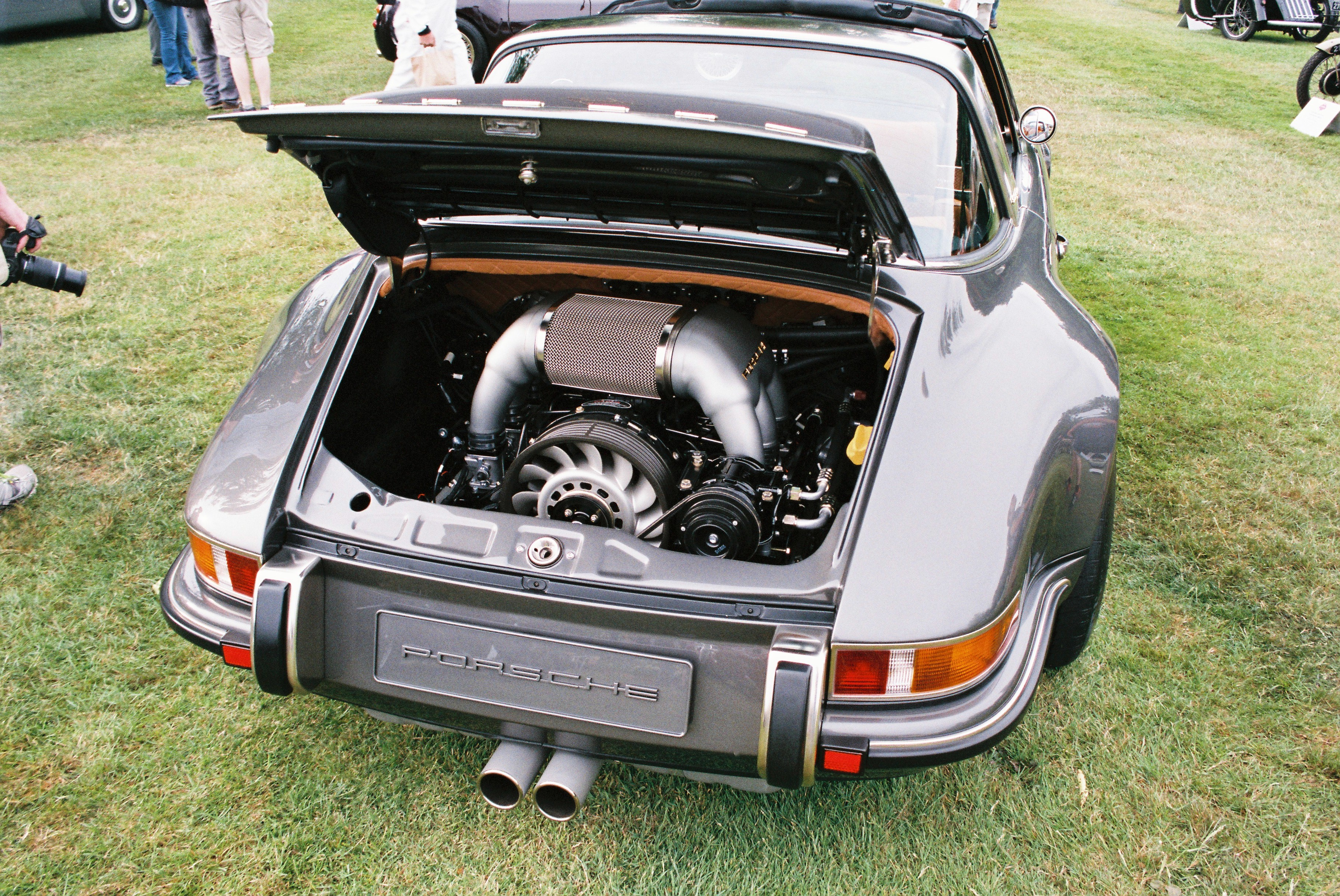
Le flat-six atmosphérique refroidi par air dans son écrin capitonné.
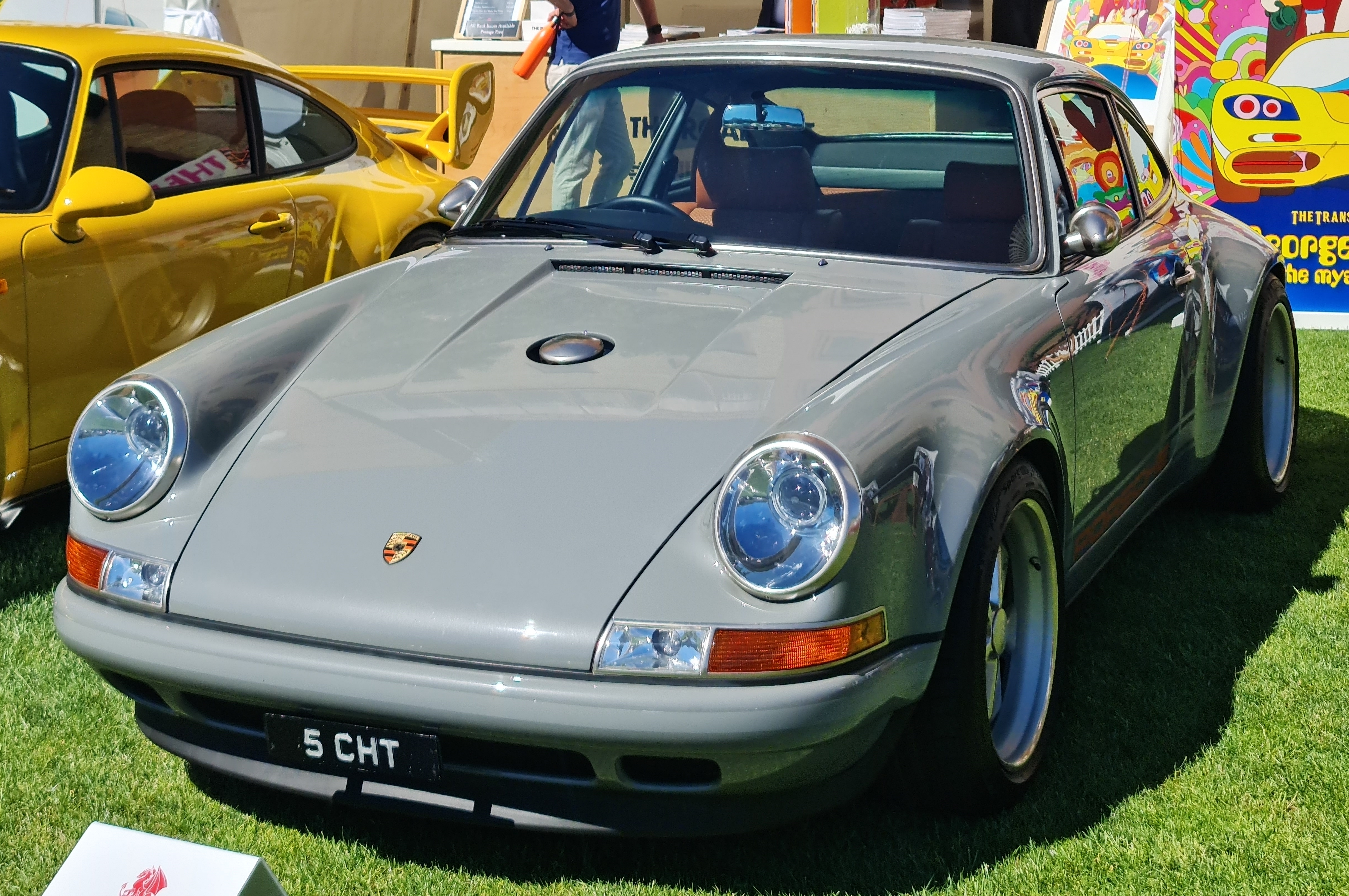
Une Porsche 911 réinventée par Singer au Concours de Londres 2021.
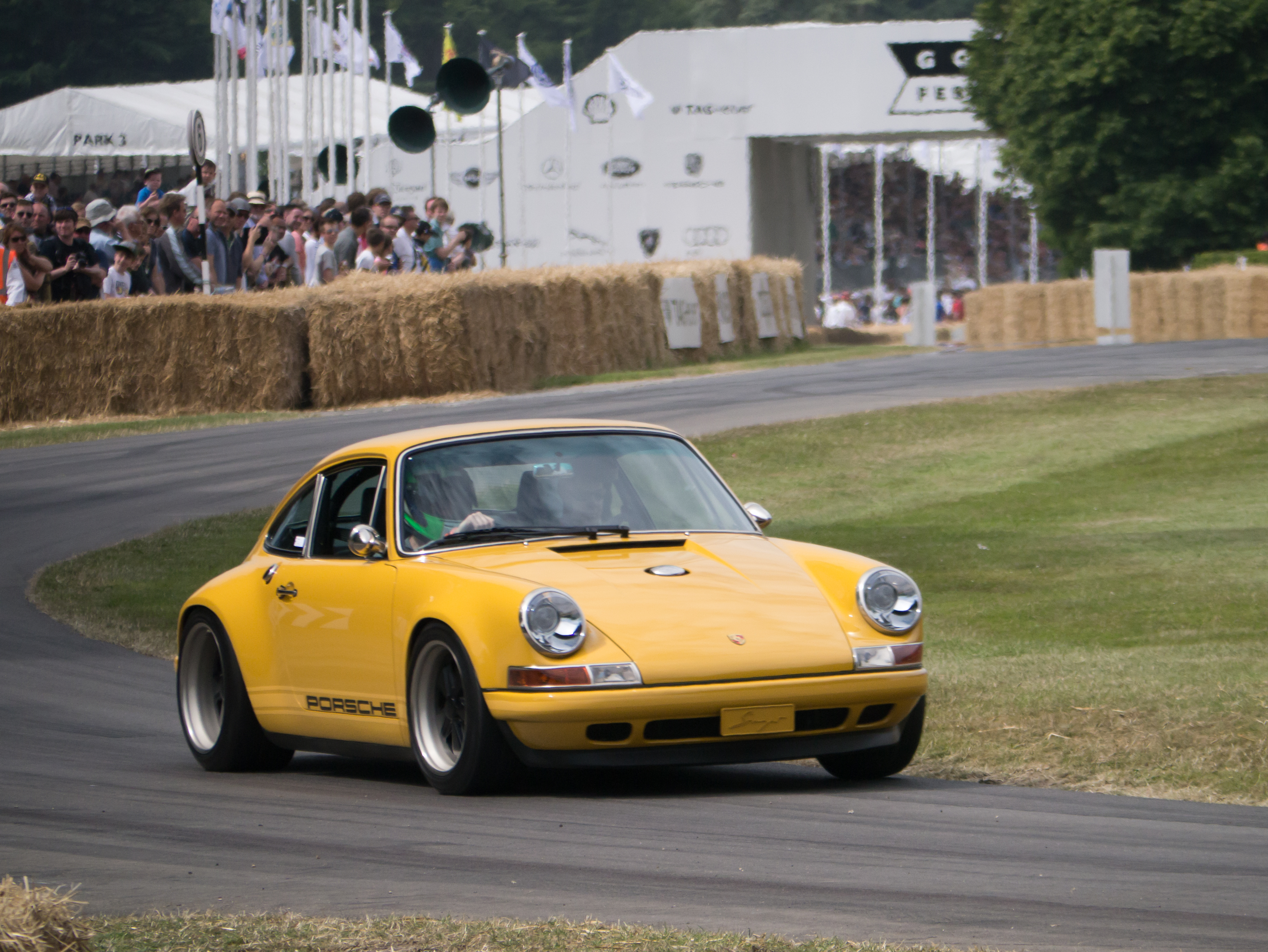
Une Porsche 911 Singer Classic au Goodwood Festival of Speed 2015.